# Lee Yi Shyan
Lee Yi Shyan (chinesisch 李奕賢 / 李奕贤, Pinyin Lĭ Yìxián, Pe̍h-ōe-jī Lí Ī-hiân, * 9. März 1962 in Singapur) ist ein singapurischer Politiker.

## Leben
Von 1975 bis 1978 besuchte er die Maris Stella High School und ging danach auf das Hwa Chong Junior College, bevor er von 1982 bis 1986 die Universität besuchte. 1986 macht er seinen Abschluss als Bachelor of Engineering an der National University of Singapore. Von 2001 bis 2006 war er Vorsitzender der Singapurischen Handelskammer TDB.
Seit 2006 gehört er als Mitglied der People’s Action Party dem Singapurischen Parlament an. Seit 2006 ist er in der Regierung von Premierminister Lee Hsien Loong Staatssekretär (Minister of State) im Ministerium für Handel und Industrie (MTI), seit 2009 zusätzlich im „Ministerium für Arbeitskraft“ (Ministry of Manpower, MOM).